# 970
سنة 970 م كانت سنة بسيطة تبدأ يوم السبت (الرابط يظهر نموذج التقويم الكامل للسنة) من التقويم اليولياني.

## مواليد
- ست الملك
- سرجيوس الرابع

## وفيات
- الآجري